# Fantástico (programa de televisión de Perú)
Fantástico fue un programa concurso de televisión, producido y transmitido por la cadena Panamericana Televisión. Contó con la conducción inicial de Rocky Belmonte, Katia Crovetti y Franco Scavia. Rocky Belmonte se constituyó en el referente del programa, ya que fue el único que empezó y terminó en el programa.

## Historia
El programa se lanzó oficialmente al aire el lunes 14 de agosto de 1989 bajo la señal de Panamericana Televisión.
Inmediatamente, desde su primera edición (cuyo primer invitado fue el popular animador Augusto Ferrando), atrajo la atención del público peruano, lo que conllevó a que batiera récords en audiencia. El programa era transmitido en el estudio 5, de la Esquina de la Televisión, en Santa Beatriz, Lima.
Contó con populares secuencias como el «Potro salvaje», en el cual los concursantes debían montar un toro mecánico el mayor tiempo posible y superar el tiempo mínimo para obtener el premio (a imitación del popular juego norteamericano de estilo vaquero). O «La ballesta», juego en el cual los concursantes quienes, vía llamada telefónica, debían dirigir la ballesta y darle en el centro de una diana para obtener el premio mayor.
Sin embargo, a fines de 1991 e inicios de 1992, la entrada y salida de varios conductores —además de los que se encontraban desde 1989, como Belmonte— hicieron que la audiencia poco a poco perdiera interés en el programa, lo que conllevó a su declive y posterior cancelación, siendo reemplazado ese mismo año por El baúl de la felicidad, conducido por el chileno Enrique Maluenda. Esta nueva propuesta televisiva sería transmitida desde el Estudio Maestro del Coliseo Amauta, el que fuera considerado el estudio de televisión más grande de Latinoamérica.
En el programa se presentaron distintos invitados cuyas trascendencias a nivel nacional e internacional eran notables, tales como Guillermo Dávila, Pablito Ruiz, Myriam Hernández, José Luis Rodríguez, el Puma, la orquesta de salsa La Misma Gente, José Feliciano, Ángela Carrasco, Julio Iglesias, Los Prisioneros, Magneto, Pandora, Gisela Valcárcel (y su expareja y modelo Carlos Vidal), Adolfo Chuiman, Miguel Barraza, Pepe Vásquez, entre otros. 
Después de su emisión, el 27 de septiembre de 2021, falleció Jean Borthayre, conductor del fenecido programa, cuya partida, según su hijo, se dio «de una manera fulminante».